# Hildegard Peplau
Hildegard Peplau (Reading, Pennsylvania, 1909. szeptember 1. – Sherman Oaks, Los Angeles, Kalifornia, 1999 március 17.) amerikai ápolónő.

## Életrajza
Diplomáját a pottstowni Pennsylvania Ápolói Iskolában szerezte. Ezután, 1931-ben ápolónőként dolgozott a pottstowni közkórházban. Később a vermonti Bennington Főiskolán interperszonális pszichológiából szerzett diplomát 1943-ban. Majd 1947-ben doktorált pszichológiai ápolásból a kolumbiai tanárképző főiskolán. A második világháború alatt Peplau a Hadi Nővérek Alakulatának tagjaként a londoni neuropszichiátriai kórházban dolgozott. Szintén dolgozott a Bellevue és Chestnut Lodge Pszichiátriai Intézetnek. Kapcsolatban állt a híres pszichiáterekkel, mint Freida Fromm-Riechman és Harry Stack Sullivan. Hildegard Peplau számtalan kitüntetést és magas beosztást tudhatott magáénak. 1974-ben nyugdíjazták.

## Munkássága
Peplau fő szakterülete a pszichiátriai ápolás, de az általa alkotott, az ápoló és a beteg kapcsolatát hangsúlyozó elméleti ápolási modell az egészségügy bármely területén alkalmazható.Lényege, hogy személyközi kapcsolatot kell kialakítani az ápoló és a beteg között. Az ember képes arra, hogy beletörődjön egyes helyzetek elfogadásába (pl. fogyatékosság) és arra, hogy felfogjon egyes tényeket. Az ápolói munka súlypontja a beteggel való kommunikációs viszony. A modell alapján az ápolás négy szakaszra osztható:
Első az orientáció szakasz a (tájékozódás, helyzetfelmérés), ahol az ápoló és kliens tisztázza, hogy mi a probléma és kölcsönös bizalom épül ki közöttük. Ebben a szakaszban a probléma megfogalmazásához szükséges adatokat gyűjtik össze.
A második a megfogalmazás szakasza (tervezés), ami akkor kezdődik, amikor a kliens felismeri, hogy az ápolóval kapcsolatba került és az ápoló a megfelelő beavatkozásokat tervezi.
A harmadik szakasz a kiaknázás (a megvalósítás szakasza), amelyben a kliens az ápoló által felajánlott szolgálatot felismeri és reagál rá. Mindketten a közös célok megvalósításán dolgoznak.
A negyedik szakasz az elválás (értékelés), amelynek során a probléma megoldása után az ápoló értékeli a helyzetet, és a tapasztalatokat beépíti további munkájába. A kliens visszatér az önállóság és függetlenség állapotába. 
Hogyan kell elkészíteni az ápolási tervet Hildegard Peplau szerint? 
Ápolási terv: S – szubjektív élmények, adatok (kliens részéről), O – objektív adatok, megfigyelések (ápoló részéről), A – helyzetértékelés az adatok alapján (assesment), P – ápolási terv készítése (plan), I – a terv megvalósítása (implementation), E – a megvalósulás fokának értékelése (evaluation), R – a helyzet ismételt felvétele (reassesment).